# Love Hurts
Love Hurts er en romantisk komediefilm fra 2009 med Richard E. Grant, Carrie-Anne Moss, Johnny Pacar, Jenna Elfman, Janeane Garofalo og Camryn Manheim. Den blev skrevet og instrueret af Barra Grant.

## Plot
Richard E. Grant (stjerne på "Gosford Park") spiller Dr. Ben Bingham, en midaldrende næse-, øre- og halslæge. Carrie-Anne Moss (kendt for sin rolle i The Matrix-trilogien) spiller Amanda, hans kone. Amanda forlader Ben, da ideen om at dele et tomt liv med sin uopmærksomme mand bliver ubærlig. Ben bliver deprimeret og forsøger at drukne sorgerne i alkohol. Han vender først skuden, da hans søn Justin (Johnny Pacar) giver sin far en make-over og introducerer ham til sociallivet. Inden længde bliver Ben så populær, at han bliver efterstræbt af sin sygeplejerske, personlige træner og karaoke-elskende tvillingesøstre. Dog ændres alting hurtigt, da Justin finder ud af at han selv er forelsket. Det er nu Bens tur til at lære sin søn om kærlighed og i denne proces genvinde sin kones kærlighed.

## Medvirkende
- Richard E. Grant som Ben Bingham
- Carrie-Anne Moss som Amanda Bingham
- Johnny Pacar som Justin Bingham
- Jenna Elfman som Darlene
- Janeane Garofalo som Hannah Rosenbloom
- Camryn Manheim som Gloria
- Julia Voth som unge Amanda
- Angela Sarafyan som Layla
- Jeffrey Nordling som Curtis
- Yvonne Zima som Andrea
- Olga Fonda som Valeriya
- Rita Rudner som Dr. Lisa Levanthorp
- Jim Turner som læge
- Ian Michael Kintzle som Dillon